# ریچارد لرنر
ریچارد لرنر (انگلیسی: Richard Lerner؛ زادهٔ ۲۶ اوت ۱۹۳۸) دانشمند در زمینه شیمی اهل ایالات متحده آمریکا است.
وی همچنین برندهٔ جوایزی همچون جایزه ولف در شیمی شده‌است.